# Pedral (Arzúa)
Pedral (en gallego y oficialmente, O Pedral) es una aldea española situada en la parroquia de Mella, del municipio de Arzúa, en la provincia de La Coruña, Galicia.

## Demografía
| Gráfica de evolución demográfica de Pedral entre 2000 y 2018 |
|                                                              |
| Datos según el nomenclátor publicado por el INE.             |